# 李熅
李熅（？—887年），唐朝人，宗室，為唐肅宗的玄孫，襄王李僙曾孙，伊吾郡王李宣孙。曾称帝，但史学界一般不予承认。

## 簡歷
李煴性谨柔，没有过人的才能。
885年，当权宦官左右神策十军使田令孜与河中节度使王重荣由争执爆发为武装冲突，田令孜联合静难节度使朱玫、凤翔节度使李昌符，王重荣联合河东节度使李克用。田令孜一方战败，挟持唐僖宗奔兴元。朱玫以五千骑追随，没有追上。886年正月，因病滯留遵涂驿的李熅被朱玫所得，同归凤翔，还抓到一百多台省官员。朱玫屡次请求除去田令孜不果，以为只要僖宗在，就不能除去田令孜，只有另立新君才可以得到天下人支持，于是与唐僖宗、田令孜决裂，四月，逼中书侍郎、同平章事萧遘率凤翔百官盟石鼻驿，奉李煴为嗣襄王，权监军国事，承制封拜指挥，命萧遘写册文，萧遘以文辞不济推辞，于是由兵部侍郎判户部郑昌图写了册文。李煴受册，朱玫自兼左、右神策十军使，率百官奉李煴回京。萧遘因反对此举，被朱玫罢免，朱玫自为侍中，号令己出。以裴澈为门下侍郎，郑昌图为中书侍郎，皆加同平章事为宰相。又派柳陟等十余人分谕天下嗣襄王监国一事，并给这些人都加了官。河中百官崔安潜等人也上笺贺李煴受册。朱玫对藩镇大行封拜以拉拢，诸藩镇以王重荣为首受其册命者十之六七，淮南节度使高骈被其任为兼中书令，充江、淮盐铁、转运等使、诸道行营兵马都统后，更奉笺劝进。
田令孜因被天下所怨，荐枢密使杨复恭为左神策中尉、观军容使，自任西川监军使，以依靠其兄西川节度使陈敬瑄。杨复恭排斥田令孜之党。朱玫自任宰相专权后，同谋拥立的李昌符不满，不受官职，转而与兴元的唐僖宗联络。兵部侍郎、同平章事杜让能建议以先前王重荣曾与杨复恭养堂弟杨复光共破黄巢之事说服王重荣反正，僖宗派右谏议大夫刘崇望持诏书前往，说服了王重荣。而李克用因被天下人指责为使僖宗出奔的罪人，为了挽回形象，焚烧了李煴的诏书，囚禁了朱玫派去拉拢的使者，明言要讨灭朱玫。

### 短暂的统治
十月，朱玫胁迫长安百官太子太师裴璩等奉笺劝进，李熅辞让五次，於紫宸殿稱帝，改元建貞（一作永贞），尊僖宗為太上元皇圣帝。归者十之八九，但自行称帝的蔡州割据者秦宗权及李克用不在内。宣武军节度使朱全忠也焚烧了李煴的诏书。此外，庇护田令孜的陈敬瑄当也不在拥护之列。
兩個月後，杨复恭传檄关中，悬赏杀朱玫者为静难节度使。朱玫派部将王行瑜攻兴元擒拿僖宗，但王行瑜不能成功，屡战屡败，怕朱玫怪罪，与下属谋划杀朱玫，迎圣驾，当静难节度使。于是他从凤州前线擅自引兵返回長安，誅殺朱玫，杀其党数百人。诸军大乱，焚掠京城，没有衣服穿而冻死的士民覆盖了地面。裴澈、郑昌图率百官二百馀人奉李熅奔东渭桥，逃亡河中，王重榮假意奉迎，李煴和官属告别，哭着说：“朕见了王重荣，当命他备下衣服迎接你们。”王重荣到蒲，即执杀李煴，囚禁裴澈、郑昌图，随行百官半数被殺。王重荣函李煴首级送到行在，百官致贺。太常博士殷盈孙认为死者李煴身为宗室，不宜庆贺；李煴虽然被朱玫所逼，却不能死节，还是有罪的，既然已经伏诛，应该廢為庶人，除宗籍，就地以庶人礼葬其首级。僖宗从之。

## 延伸阅读
[在维基数据编辑]
 《舊唐書/卷175》，出自刘昫《舊唐書》